# Perkotaan
Perkotaan is een plaats in Indonesië, in het bestuurlijke gebied Langkat in de provincie Noord-Sumatra. Het dorp telt 2055 inwoners (volkstelling 2010).